# Waldschlösschenbrug

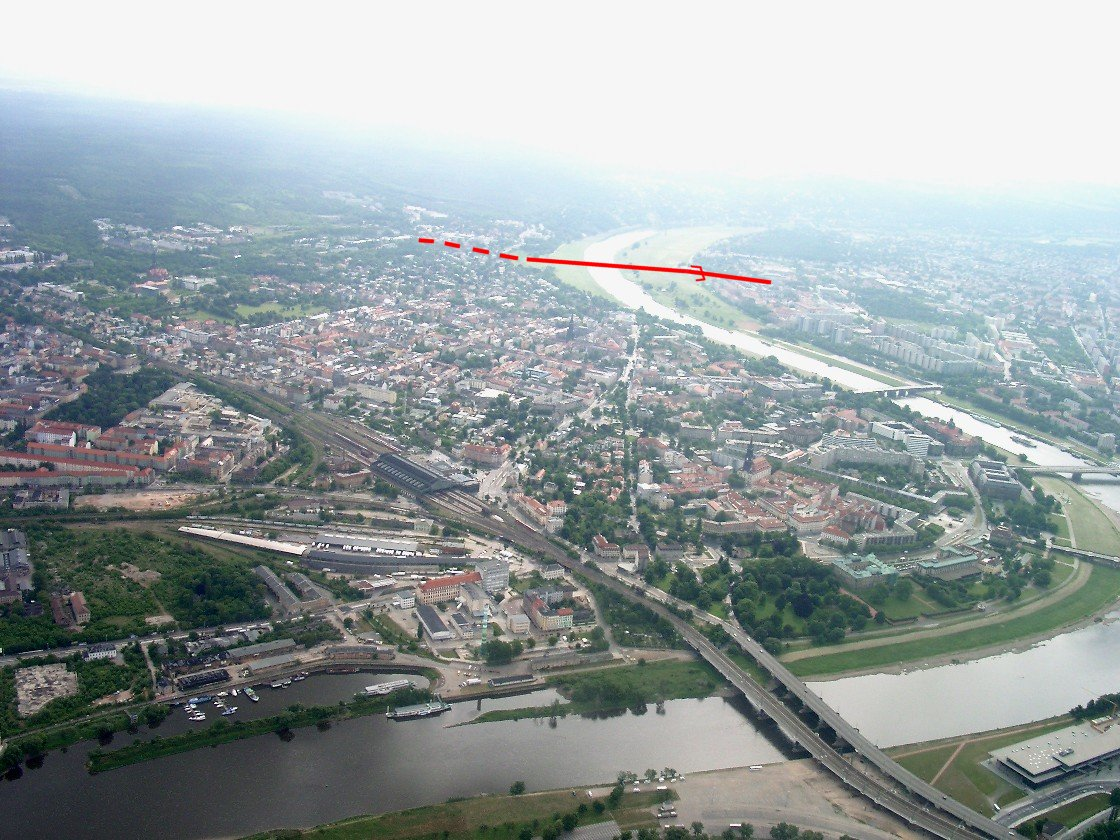
Inplanting van de brug en wegaansluiting op een luchtbeeld van Dresden uit 2005 (rode lijn)

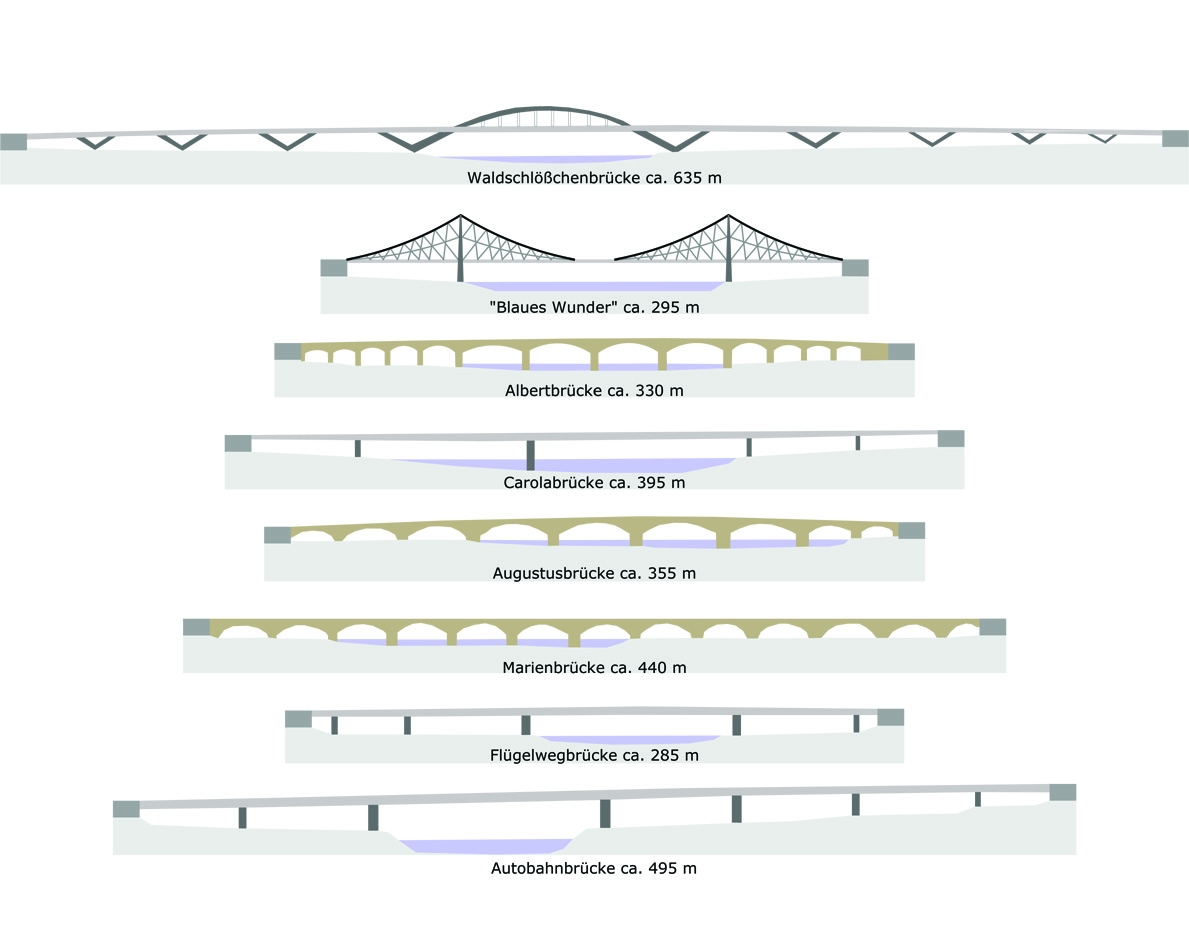
De bruggen over de Elbe in Dresden

De Waldschlösschenbrug (Duits: Waldschlösschenbrücke) is een boogbrug over de Elbe in de Duitse stad Dresden.
De aanleg, waaraan een decennialange discussie en juridische procedure aan vooraf was gegaan, was in 2013 voltooid maar kostte de Dresden-Elbe Vallei in 2009 wel de vermelding van "waardevol landschapsuitzicht" op de Werelderfgoedlijst die zij in 2004 had verkregen.
De brug is 636 m lang en 28 m breed. Over de brug loopt de S167, die bestaat uit twee rijbanen met elk twee rijstroken. De vrije doorvaarthoogte is 26 m.
De brug ligt 2,5 km ten oosten van het stadscentrum en verbindt de wijken Johannstadt en Radeberger Vorstadt. Met de brug konden de andere bruggen in het stadscentrum ontlast worden en kwam er na lange tijd een einde aan een langdurig capaciteitsprobleem.